# Anaxándrides
Anaxándrides (en griego, Ἀναξανδρίδης) fue un poeta de Rodas del siglo IV a. C. que cultivó la comedia y el ditirambo. Fue el primero que hizo de las intrigas amorosas el tema principal de sus comedias. Se dice que sus sátiras motivaron que los atenienses lo condenaran a morir de hambre.
Según Suidas, Anaxándrides escribió sesenta y cinco comedias, de las que diez obtuvieron premio en los concursos de Atenas y Macedonia.
De su obra solo se han conservado fragmentos.
En una de sus obras, se refirió a los tracios como boutyrophagoi: ‘butirófagos’ (comedores de mantequilla).